# Château de Soulanger
Le château de Soulanger ou Château des Basses Minières est un château situé à Doué-la-Fontaine, en France.

## Localisation
Le château est situé dans le département français de Maine-et-Loire, sur la commune de Doué-la-Fontaine.

## Historique
L'édifice est construit à la demande du baron Joseph François Foullon. La construction qui dura quatre ans sera achevée en 1778.
Selon la description faite par Charles Gilbert, le château se compose de trois niveaux : 
- Un sous sol voûté abritant les cuisines, les celliers,
- Un rez de chaussée surélevé où l'on accède grâce à un escalier côté nord de l’édifice. On y trouve un vestibule trois salons, la chambre de Madame avec boudoir et garde-robe, ainsi que la chambre du Baron avec sa bibliothèque et une chambre pour son valet.
- Le premier étage composé de seize chambres, une salle de billard et une chapelle.
- et le deuxième étage composé de 24 pièces pour les domestiques.

Pillé et détruit durant la Révolution, il n'en reste aujourd'hui que le soubassement, les écuries (qui abritent le musée Aux Anciens Commerces), ainsi qu'un pavillon d'entrée.
Les écuries, comme beaucoup de bâtiments à cette époque, sont vendues comme "Bien National". Séparée en plusieurs lot, elles ont servi de ferme et de lieu de stockage.
La ville rachète les écuries et certains terrains en 1975, et les restaure.
Le musée Aux Anciens Commerces s'y installe en 1987.
L'édifice est inscrit au titre des monuments historiques en 1986 et classé en 1990.